# Prescott (Ontario)
Pour les articles homonymes, voir Prescott.
Prescott est une municipalité de la province canadienne d'Ontario, située sur la rive du nord du fleuve Saint-Laurent, directement vis-à-vis de la ville d'Ogdensburg, de l'État américain de New York.
Elle a une population de 4 200 habitants. Cette localité n'est pas à confondre avec les comtés unis de Prescott et Russell, également situés dans l'est ontarien.

## Démographie
| 2001  | 2006  | 2011  | 2016  |
| ----- | ----- | ----- | ----- |
| 4 228 | 4 180 | 4 284 | 4 222 |